# Vepsänjärvi (sjö i Kajanaland)
Vepsänjärvi är en sjö i Finland. Den ligger i kommunen Kuhmo i landskapet Kajanaland, i den centrala delen av landet, 500 km nordost om huvudstaden Helsingfors. Vepsänjärvi ligger 200,1 meter över havet. Den är 31,7 meter djup. Arean är 5,72 kvadratkilometer och strandlinjen är 26,83 kilometer lång. Sjön  ingår i Uleälvens huvudavrinningsområde.   I omgivningarna runt Vepsänjärvi växer i huvudsak barrskog.
I övrigt finns följande i Vepsänjärvi:
- Laitosaari (en ö)

I övrigt finns följande vid Vepsänjärvi:
- Haapajärvi (en sjö)
- Lapinjärvi (en sjö)